# Dypsis angusta
Espèce
Statut de conservation UICN

 EN B2ab(iii); D : En danger
Dypsis angusta est une espèce de palmiers (Arecaceae), endémique de Madagascar. En 2012, comme en 1995, elle est considérée par l'IUCN comme une espèce en danger d’extinction.